# 슬라이딩 도어즈
《슬라이딩 도어즈》(영어: Sliding Doors)는 1998년 개봉한 로맨틱 코미디 드라마 영화이다.

## 줄거리
런던의 광고 책임자 헬렌은 PR 회사에서 해고된 후 지하철을 타고 집으로 향하게 된다. 이때 헬렌이 지하철을 제때 타고 집에 돌아가느냐 마느냐에 따라 헬렌의 향후 삶의 흐름이 두 갈래로 완전히 달라지게 된다.
지하철에 바로 올라탄 헬렌은 남자친구가 다른 여성과 바람을 피우고 있는 현장을 발견해 남자친구와 헤어지고 다른 남성을 만난다. 하지만 지하철을 놓치는 다른 경우의 수에 놓인 헬렌은 바람 상대인 여성이 집에서 떠난 뒤에 집에 도착하고 이후 남자친구에 대한 의심을 키워 나간다.

## 출연진
- 귀네스 팰트로
- 존 해나
- 존 린치
- 진 트리플혼
- 버지니아 매케나
- 케빈 맥낼리
- 피터 하윗

## 기타 제작진
- 미술: 마리아 두커비치
- 의상: 질 테일러

## 같이 보기
- 타임 루프